# Ацано Дечимо
Ацано Дечимо (итал. Azzano Decimo) је насеље у Италији у округу Порденоне, региону Фурланија-Јулијска крајина.
Према процени из 2011. у насељу је живело 12320 становника. Насеље се налази на надморској висини од 17 м.

## Становништво
Према резултатима пописа становништва 2011. у општини је живело 15.554 становника.
| 1931.  | 1936. | 1951. | 1961. | 1971. | 1981.  | 1991.  | 2001.  | 2011.  |
| ------ | ----- | ----- | ----- | ----- | ------ | ------ | ------ | ------ |
| 10.488 | 9.808 | 9.506 | 8.714 | 9.413 | 11.516 | 11.949 | 12.880 | 15.554 |